# آلیس و مارتین
آلیس و مارتین  (به فرانسوی: Alice et Martin)؛ (به انگلیسی: Alice and Martin) یک فیلم سینمایی درام روان‌شناسی محصول کشور فرانسه به کارگردانی آندره تشینه در سال ۱۹۹۸ است. ستاره‌های این فیلم ژولیت بینوش و الکسیس لورت هستند. این دومین همکاری تشینه با بینوش پس از فیلم قرار ملاقات گذاشتن در سال ۱۹۸۵ است. داستان بر اساس دو شخصیت، یک مدل مرد به نام مارتین و زنی بنام آلیس که کوشش می‌کند ویولنیست بشود بنا شده است. مشکلات عشق آن‌ها از وقتی آغاز می‌شود که گذشته مارتین پیش کشیده می‌شود.

## بازیگران
- ژولیت بینوش در نقش آلیس
- الکسیس لورت در نقش مارتین
- متیو آمالریک در نقش بنیامین
- مارته ویلالونگادر نقش لوسی سونیاک
- پی‌یر مگلون در نقش ویکتور سونیاک
- کارمن مائورا در نقش جانین
- ژان-پیر لوری در نقش فردریک سونیاک
- اریک کریکنمایر در نقش فرانسوا سونیاک
- فرانک دو لاپرسون در نقش دادرس
- جرمی کریکنمایر در نقش کودکی مارتین.[۳]